# John F. Andrew

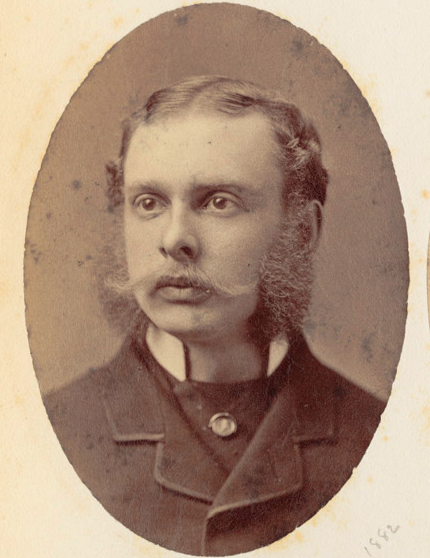
John F. Andrew (1880)

John Forrester Andrew (* 26. November 1850 in Hingham, Massachusetts; † 30. Mai 1895 in Boston, Massachusetts) war ein US-amerikanischer Politiker. Von 1889 bis 1893 vertrat er den Bundesstaat Massachusetts im US-Repräsentantenhaus.

## Werdegang
John Andrew besuchte zunächst private Schulen in seiner Heimat und danach zwei Schulen in Boston. Anschließend studierte er bis 1872 an der Harvard University. Nach einem Jurastudium an derselben Universität und seiner 1875 erfolgten Zulassung als Rechtsanwalt begann er in Boston in diesem Beruf zu arbeiten. Gleichzeitig schlug er als Mitglied der Demokratischen Partei eine politische Laufbahn ein. In den Jahren 1880 bis 1882 war er Abgeordneter im Repräsentantenhaus von Massachusetts. Von 1884 bis 1885 gehörte er dem Staatssenat an. Zwischen 1885 und 1890 sowie nochmals im Jahr 1894 war er Mitglied der Parkkommission der Stadt Boston. 1886 kandidierte er für das Amt des Gouverneurs von Massachusetts, unterlag aber dem Republikaner Oliver Ames mit 46:50 Prozent der Stimmen.
Bei den Kongresswahlen des Jahres 1888 wurde Andrew im dritten Wahlbezirk von Massachusetts in das US-Repräsentantenhaus in Washington, D.C. gewählt, wo er am 4. März 1889 die Nachfolge von Leopold Morse antrat. Nach einer Wiederwahl konnte er bis zum 3. März 1893 zwei Legislaturperioden im Kongress absolvieren. Ab 1891 war er Vorsitzender des Ausschusses zur Reform des öffentlichen Dienstes. Im Jahr 1892 wurde er nicht wiedergewählt. Nach dem Ende seiner Zeit im US-Repräsentantenhaus praktizierte John Andrew wieder als Anwalt. Er starb am 30. Mai 1895 in Boston und wurde in Cambridge beigesetzt.